# Spardorf
Spardorf település Németországban, azon belül Bajorországban. Lakosainak száma 2232 fő (2023. december 31.). Spardorf Uttenreuth, Buckenhof, Erlangen és Marloffstein községekkel határos.

## Népesség
A település népessége az elmúlt években az alábbi módon változott:
| Lakosok száma | 179  | 396  | 1743 | 1908 | 1876 | 1928 | 2198 | 2227 | 2230 | 2232 |
|               | 1875 | 1950 | 1975 | 1987 | 2012 | 2014 | 2016 | 2017 | 2021 | 2023 |